# جورجي باشكوف
جورجي بافلوفيتش باشكوف (بالروسية: Гео́ргий Па́влович Пашко́в؛ 1886–1925)، كان فنانًا روسيًا اشتهر بأعمالهِ في التصميم والرسم والرسومات. صمّم أول طوابع بريدية للاتحاد السوفيتي عام 1923.

## السيرة الذاتية
وُلِد جورجي باشكوف عام 1886. كانت عائلة باشكوف، وهي عائلة من رسامي الأيقونات في موسكو، تتمتع بسمعة جيدة لعقود من الزمن وكانت تحظى برعاية العائلة الإمبراطورية (عائلة رومانوف).
تخرج جورجي باشكوف وشقيقاه بافل ونيكولاي من مدرسة ستروغانوف للفنون، وأصبحوا فنانين ناجحين في موسكو. وحظوا بالتقدير كمصممي ديكور. وشارك الأخوان باشكوف في عدد من مشاريع الديكور المهمة التي دعمتها العائلة المالكة الروسية.
في عام 1912، زيّن جورجي باشكوف وشقيقه نيكولاي الكنيسة السفلية لكاتدرائية فيودوروفسكي الإمبراطورية في تسارسكوي سيلو. وفي عام 1914، رسما أيضًا لوحات جدارية في كنيسة أيقونة والدة الإله "فرح لجميع المتألمين" لصالح جمعية راهبات المحبة للصليب الأحمر في تسارسكوي سيلو. ولأجل هذا العمل، حصلوا على اللقب الفخري "فنانين البلاط".
كان الإعلان التجاري مجالاً آخر من مجالات النشاط الفني لعائلة باشكوف. وعلى وجه الخصوص، أنتج جورجي باشكوف عددًا كبيرًا من الملصقات الإعلانية في فترة ما قبل الحرب العالمية الأولى.
| ملصقات لجورجي باشكوف، 1914-1917 | ملصقات لجورجي باشكوف، 1914-1917 | ملصقات لجورجي باشكوف، 1914-1917 | ملصقات لجورجي باشكوف، 1914-1917 |
| ------------------------------- | ------------------------------- | ------------------------------- | ------------------------------- |
|                                 |                                 |                                 |                                 |
| المعرض الفني                    | من رجال الإطفاء إلى الجنود      | يوم أيتام المحاربين             | قرض الحرية                      |

## طوابع البريد
في عام 1923، أنشأ جورجي باشكوف تصميم أول طوابع بريد للاتحاد السوفييتي (إصدار المعرض الزراعي الأول لعموم روسيا).

أول طوابع بريد للاتحاد السوفييتي من تصميم جورجي باشكوف، عام 1923
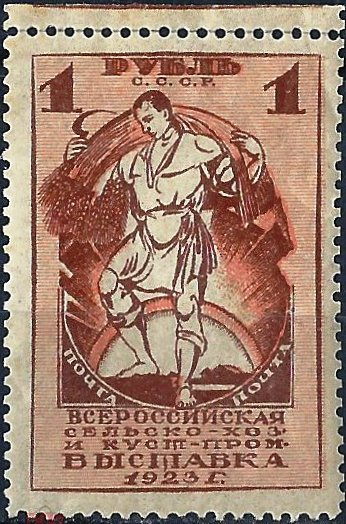
حاصدة، 1 روبل
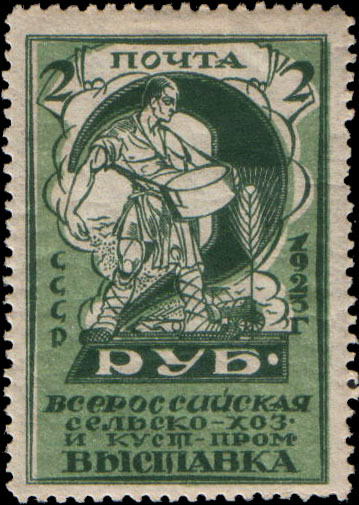
الفلاح المزارع 2 روبل
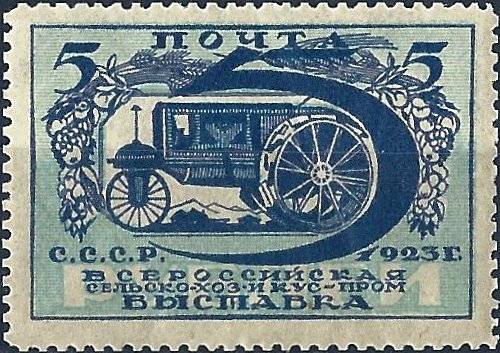
جرار أو آلة حراثة، 5 روبل
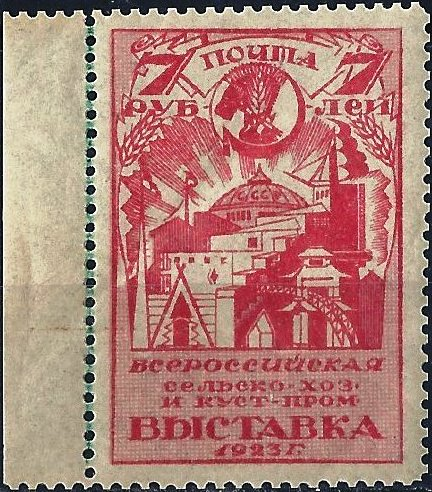
منظر عام للمعرض، ٧ روبل

| - أول طوابع بريد للاتحاد السوفييتي من تصميم جورجي باشكوف، عام 1923 - حاصدة، 1 روبل - الفلاح المزارع 2 روبل - جرار أو آلة حراثة، 5 روبل - منظر عام للمعرض، ٧ روبل |